# Arragonia punctivitella
Arragonia punctivitella is een vlinder uit de familie dominomotten (Autostichidae). De wetenschappelijke naam is, als Holcopogon punctivitellus (err. "punctivittellus"), voor het eerst geldig gepubliceerd in 1927 door Hans Zerny.
Deze vlinder komt voor in Spanje.

## Naam
De naam werd bij publicatie gespeld als Holcopogon punctivittellus. Het epitheton verwijst naar de eidooiergele kleur van de voorvleugels. De correcte spelwijze voor het Latijnse woord voor eidooier is "vitellus", met één "t". De spelling werd later door de auteur aangepast. In de literatuur komen twee spellingen voor: met één "t", en met twee. Fauna Europaea kiest voor de spelling met één, en die keuze is hier gevolgd.